# مسرد مصطلحات الهندسة المدنية
هذا المسرد لمصطلحات الهندسة المدنية هو قائمة بتعاريف المصطلحات والمفاهيم المتعلقة على وجه التحديد بالهندسة المدنية، وتخصصاتها الفرعية، والمجالات ذات الصلة. للحصول على نظرة أكثر عمومية للمفاهيم داخل الهندسة ككل، راجع مسرد الهندسة ‏.

## A
```
Abney level
 مستوى أبني
```

أداة تستخدم في المسح surveying وتتكون من أنبوب رؤية ثابت ومستوى متحرك متصل بذراع توجيه ومقياس منقلة. تسمح المرآة الداخلية للمستخدم برؤية الفقاعة الموجودة في المستوى أثناء تحديد هدف بعيد. يمكن استخدامه كأداة يدوية أو تثبيته على حامل Jacob's staff للحصول على قياس أكثر دقة.
```
Abrams' law
 قانون ابرامز
```

قانون ينص على أن قوة الخلطة الخرسانية تتناسب عكسيا مع نسبة كتلة الماء إلى الأسمنت. فمع زيادة نسبة الماء، تقل قوة الخرسانة.
```
abrasion
 
تآكل
```

عملية خدش أو تآكل أو تشويه أو فرك مادة أو ركيزة. يمكن القيام به عمداً في عملية خاضعة للرقابة باستخدام مادة كاشطة. قد يكون التآكل أيضًا أحد الآثار غير المرغوب فيها للاستخدام العادي أو تعرض العناصر للعوامل الجوية.
```
abrasion resistance
 
مقاومة التآكل
```

هي مقياس لمدي مقاومة المادة لعملية التشوه الذي يحدث على سطحها سواء بالخدش أو التشويه أو الفرك.
```
absolute electrode potential
 الجهد الكهربائي المطلق
```

في الكيمياء الكهربية، وفقًا لتعريف الاتحاد الدولي للكيمياء البحتة والتطبيقية، هو جهد القطب الكهربائي للمعدن مقاس بالنسبة لنظام مرجعي عالمي (بدون أي واجهة إضافية بين المعدن والمحلول).
```
absolute pressur
 
الضغط المطلق
```

ضغط النظام الذي يُرجع إليه عند الصفر مقابل الفراغ المثالي، باستخدام مقياس مطلق absolute scale، بحيث يكون مساويًا لضغط القياس بالإضافة إلى الضغط الجوي.
```
absolute zer
 
الصفر المطلق
```

الحد الأدنى النظري لمقياس درجة الحرارة الديناميكية الحرارية، الذي تصل عنده كل من المحتوى الحراري (enthalpy) وانتروبيا الغاز المثالي المبرد إلى الحد الأدنى لقيمهما، والتي تُؤخذ على أنها 0. الصفر المطلق هو النقطة التي يكون فيها للجسيمات الأساسية في الطبيعة حركة اهتزازية ضئيلة، مع الاحتفاظ فقط بالطاقة الميكانيكية الكمومية وحركة الجسيمات المستحثة عند طاقة نقطة الصفر. تُحدد درجة الحرارة النظرية عن طريق استقراء قانون الغازات المثالية؛ بموجب الاتفاق الدولي، يُؤخذ الصفر المطلق على أنه -273.15 درجة على مقياس سيليزيوس (النظام الدولي للوحدات)، والذي يساوي -459.67 درجة على مقياس فهرنهايت (وحدات الولايات المتحدة العرفية أو الوحدات الإمبراطورية). تحدد مقاييس كلفن ورانكين لدرجة الحرارة نقاط الصفر الخاصة بها عند الصفر المطلق بحكم التعريف.
```
absorbance
 
الامتصاصية
```

في الكيمياء، اللوغاريتم العشري لنسبة الطاقة الإشعاعية الواردة إلى الطاقة المنقولة عبر مادة ما. الامتصاص الطيفي أو الامتصاص الطيفي العشري هو اللوغاريتم العشري لنسبة الطاقة الإشعاعية الطيفية الواردة إلى الطاقة المنقولة عبر مادة ما. الامتصاصية هي كمية بلا أبعاد، وعلى وجه الخصوص ليست طولًا، على الرغم من أنها دالة متزايدة بشكل رتيب لطول المسار، وتقترب من الصفر عندما يقترب طول المسار من الصفر.
```
abutment
 
دعامة
```

البنية التحتية عند طرفي جسر أو سد حيث يرتكز عليها أو يتلامس معها الهيكل العلوي للبنيان.
```
AC power
 طاقة التيار المتردد
```

نوع من الطاقة الكهربائية في دوائر التيار المتردد alternating current، حيث قد تؤدي عناصر تخزين الطاقة مثل المحاثات والمكثفات إلى عكس اتجاه تدفق الطاقة بشكل دوري. (عكس طاقة التيار المستمرDC power).
```
acceleration
 
التسارع
```

في الفيزياء، معدل تغير سرعة الجسم بالنسبة للزمن. تسارع الجسم هو النتيجة الكلية لجميع القوى المؤثرة على الجسم، كما هو موضح في قانون نيوتن الثاني. وحدة النظام الدولي للوحدات لقياس التسارع هي متر في الثانية المربعة (m s−2). التسارعات هي كميات متجهة (لها مقدار واتجاه) وتضاف وفقًا لقانون متوازي الأضلاع. بوصفها متجه، فإن القوة الكلية المحسوبة تساوي حاصل ضرب كتلة الجسم (كمية قياسية) وتسارعه.
```
acid
 
حمض
```

جزيء أو أيون قادر على التبرع بالهيدرون (بروتون أو أيون هيدروجين H+)، أو، بدلاً من ذلك، قادر على تكوين رابطة تساهمية مع زوج إلكتروني (حمض لويس).
```
acid-base reaction
 
تفاعل الحمض مع القاعدة
```

تفاعل كيميائي يحدث بين حمض وقاعدة، ويمكن استخدامه لتحديد الرقم الهيدروجيني. توفر العديد من الأطر النظرية مفاهيم بديلة لآليات التفاعل وتطبيقها في حل المشكلات ذات الصلة؛ وتسمى هذه النظريات بنظريات الحمض والقاعدة، على سبيل المثال، نظرية برونستد-لوري للحمض والقاعدة.
```
acid strength
 
قوة الحمض
```

ميل الحمض، والذي يرمز له بالصيغة الكيميائية HA، إلى التفكك إلى بروتون، H+ ، وأنيون ، A−.
```
acoustic board
 لوحة صوتية
```

نوع خاص من الألواح المصنوعة من مواد تمتص الصوت، ومصممة لتوفير عزل الصوت. توضع بين جدارين خارجيين لتمتص الصوت ويكون الجدار مساميًا. وبالتالي، عندما يمر الصوت عبر اللوحة الصوتية، تنخفض شدة الصوت. عادةً ما تنتج طاقة حرارية توازي فقدان طاقة الصوت.
```
acoustics
 
الصوتيات
```

فرع من الفيزياء يتعامل مع دراسة جميع الموجات الميكانيكية في الغازات والسوائل والمواد الصلبة بما في ذلك موضوعات مثل الاهتزاز والصوت والموجات فوق الصوتية والموجات تحت الصوتية.
```
activated sludge
 الحمأة المنشطة
```

نوع من عمليات معالجة المياه العادمة لمعالجة مياه الصرف الصحي أو مياه الصرف الصناعي باستخدام التهوية والكتلة البيولوجية المكونة من البكتيريا والكائنات الأولية.
```
activated sludge model
 
نموذج الحمأة المنشطة
```

اسم عام لمجموعة من الأساليب الرياضية لنمذجة أنظمة الحمأة المنشطة activated sludge. ويُنسق البحث في هذا المجال من مجموعة عمل تابعة للجمعية الدولية للمياه (IWA). تُستخدم نماذج الحمأة المنشطة في البحث العلمي لدراسة العمليات البيولوجية في الأنظمة الافتراضية. يمكن أيضًا تطبيقها على محطات معالجة مياه الصرف الصحي كاملة النطاق لتحسين الأداء، عندما يجري معايرتها بعناية باستخدام بيانات مرجعية لإنتاج الحمأة والعناصر الغذائية في النفايات السائلة.
```
active transport
 
النقل النشط
```

في علم الأحياء الخلوي، هي حركة الجزيئات عبر الغشاء من منطقة ذات تركيز أقل إلى منطقة ذات تركيز أعلى - ضد تدرج التركيز. يتطلب النقل النشط طاقة خلوية لتحقيق هذه الحركة. هناك نوعان من النقل النشط هما: النقل النشط الأولي الذي يستخدم أدينوسين ثلاثي الفوسفات ATP، والنقل النشط الثانوي الذي يستخدم التدرج الكهروكيميائي.
```
actuator
 
المُشغِّل
```

آلية يعمل بها نظام التحكم على البيئة. يمكن أن يكون نظام التحكم بسيطًا (نظام ميكانيكي أو إلكتروني ثابت)، أو قائمًا على البرمجيات (مثل برنامج تشغيل الطابعة، أو نظام التحكم في الروبوت)، أو إنسانًا، أو أي مدخل آخر.
```
acute angle
 
زاوية حادة
```

زاوية أصغر من الزاوية القائمة right angle ، أي أقل من 90 درجة. انظر أيضًا زاوية منفرجة obtuse angle.
```
adhesion
 
الالتصاق
```

ميل الجسيمات أو الأسطح غير المتشابهة إلى الالتصاق ببعضها البعض (يشير التماسك إلى ميل الجسيمات/الأسطح المتشابهة أو المتطابقة إلى الالتصاق ببعضها البعض). يمكن تقسيم القوى المسببة للالتصاق والتماسك إلى عدة أنواع. تنقسم القوى بين الجزيئات المسؤولة عن وظيفة أنواع مختلفة من الملصقات والشريط اللاصق إلى فئات الالتصاق الكيميائي، والالتصاق التشتتي dispersive adhesion، والالتصاق الانتشاري diffusive adhesion. بالإضافة إلى الأحجام التراكمية لهذه القوى بين الجزيئات، هناك أيضًا بعض التأثيرات الميكانيكية الناشئة.
```
adiabatic process
 
عملية كظومية
```

في الديناميكا الحرارية، العملية الأديباتية أو الكظومية هي العملية التي تحدث دون نقل الحرارة أو كتلة المواد بين النظام الديناميكي الحراري ومحيطه. في العملية الأديباتية، تنتقل الطاقة إلى البيئة المحيطة فقط على شكل شُعل. توفر العملية الأديباتية أساسًا مفاهيميًا صارمًا للنظرية المستخدمة لشرح القانون الأول للديناميكا الحرارية، وعلى هذا النحو فهي مفهوم أساسي في الديناميكا الحرارية.
```
aerobic digestion
 
الهضم الهوائي
```

عملية في معالجة مياه الصرف الصحي مصممة لتقليل حجم حمأة الصرف الصحي وجعلها مناسبة  للاستخدام اللاحق. وفي الآونة الأخيرة، جرى تطوير تكنولوجيا تسمح بمعالجة وتقليل النفايات العضوية الأخرى، مثل نفايات الطعام والكرتون والبستنة.
```
aerodynamics
 
الديناميكا الهوائية
```

دراسة حركة الهواء، وخاصة تفاعلاته مع الأجسام الصلبة مثل أجنحة الطائرات. الديناميكا الهوائية هي مجال فرعي من ديناميكا الموائع وديناميكيات الغازات، والعديد من جوانب نظرية الديناميكا الهوائية مشتركة بين هذه المجالات.
```
afocal system
 
نظام لا بؤري
```

في علم البصريات، نظام بصري لا بؤري أو غير متقارب، أي نظام لا يُنتج تقاربًا أو تباعدًا صافيًا لشعاع الضوء، وبالتالي يكون له طول بؤري فعال لا نهائي.
```
agricultural engineering
 
الهندسة الزراعية
```

التخصص الهندسي الذي يدرس الإنتاج والمعالجة الزراعية. تجمع الهندسة الزراعية بين مبادئ الهندسة الميكانيكية والمدنية والكهربائية والكيميائية مع معرفة المبادئ الزراعية وفقًا للمبادئ التقنية. أحد الأهداف الرئيسية لهذا التخصص هو تحسين فعالية واستدامة الممارسات الزراعية.
```
albedo
 
البياض/العاكسية
```

مقياس الانعكاس المنتشر للإشعاع الشمسي من إجمالي الإشعاع الشمسي الذي يتلقاه جسم فلكي (مثل كوكب مثل الأرض). وهذا المقياس ليس له أبعاد ويُقاس على مقياس من 0 (المقابل لجسم أسود يمتص كل الإشعاع الساقط) إلى 1 (المقابل لجسم يعكس كل الإشعاع الساقط).
```
algebra
 
الجبر
```

مجال واسع من الرياضيات، إلى جانب نظرية الأعداد والهندسة والتحليل الرياضي. في شكله الأكثر عمومية، الجبر هو دراسة الرموز الرياضية وقواعد التعامل مع هذه الرموز؛ وهو خيط موحد لجميع الرياضيات تقريبًا. فهو يشمل كل شيء من حل المعادلات الأولية إلى دراسة التجريدات مثل المجموعات والحلقات والحقول. وتسمى الأجزاء الأكثر أساسية من الجبر بالجبر الابتدائي؛ وتسمى الأجزاء الأكثر تجريدًا بالجبر المجرد أو الجبر الحديث. يُعتبر الجبر الابتدائي بشكل عام ضروريًا لأي دراسة للرياضيات أو العلوم أو الهندسة، بالإضافة إلى تطبيقات مثل الطب والاقتصاد. الجبر المجرد هو أحد المجالات الرئيسية في الرياضيات المتقدمة، والذي يدرسه في المقام الأول علماء الرياضيات المحترفون.
```
algorithm
 
خوارزمية
```

مواصفات لا لبس فيها حول كيفية حل فئة من المشاكل. يمكن للخوارزميات إجراء عمليات حسابية ومعالجة البيانات ومهام الاستدلال الآلي. والاسم نسبة إلى العالم الخوارزمي.
```
alkane
 
ألكان
```

في الكيمياء العضوية، هيدروكربون مُشبع غير حلقي. أو بعبارة أخرى، يتكون الألكان من ذرات الهيدروجين والكربون مرتبة في بنية شجرية حيث تكون جميع الروابط بين الكربون والكربون مفردة. الألكانات لها الصيغة الكيميائية العامة Cn H2n+2.
```
alkene
 
ألكين
```

في الكيمياء العضوية، هيدروكربون غير مُشبع يحتوي على رابطة مزدوجة واحدة على الأقل بين ذرتي كربون.
```
alkyne
 
ألكاين
```

في الكيمياء العضوية، هيدروكربون غير مُشبع يحتوي على رابطة ثلاثية واحدة على الأقل بين ذرتي كربون.
```
alloy
 
سبيكة
```

مزيج من المعادن أو من معدن وعنصر آخر. وتُعَّرف السبائك من خلال خاصية الرابطة المعدنية.
```
alternating current
 (AC) 
التيار المتردد
```

نوع من التيار الكهربائي الذي ينعكس اتجاهه بشكل دوري، على عكس التيار المستمر (DC) الذي يتدفق في اتجاه واحد فقط. التيار متردد أو المتناوب هو الشكل الذي تُوصَّل الطاقة الكهربائية به إلى الشركات والمنازل، وهو شكل الطاقة الكهربائية التي يستخدمها المستهلكون عادةً عندما يقومون بتوصيل أجهزة المطبخ وأجهزة التلفزيون والمراوح والمصابيح الكهربائية بمقبس الحائط. المصدر الشائع للطاقة المستمرة هو خلية البطارية في المصباح اليدوي. غالبًا ما يُستخدم الاختصارات AC وDC للإشارة ببساطة إلى التيار المتردد والمستمر على الترتيب، كما هو الحال عندما تقوم بتعديل التيار أو الجهد.
```
ammeter
 
أميتر
```

أداة قياس تستخدم لقياس التيار الكهربائي في الدوائر الكهربائية.
```
amino acid
 
حمض أميني
```

فئة من المركبات العضوية تحتوي على مجموعات وظيفية أمينية (-NH2) وكربوكسيلية (-COOH)، بالإضافة إلى سلسلة جانبية (مجموعة R) خاصة بكل حمض أميني. العناصر الأساسية للأحماض الأمينية هي الكربون (C)، والهيدروجين (H)، والأكسجين (O)، والنيتروجين (N)، على الرغم من وجود عناصر أخرى في السلاسل الجانبية لبعض الأحماض الأمينية.
```
amorphous solid
 
مادة صلبة غير متبلورة
```

في فيزياء المادة المكثفة وعلوم المواد، هي مادة صلبة تفتقر إلى النظام طويل المدى الذي يميز البلورة.
```
ampere
 
أمبير
```

غالبًا ما يتم اختصاره إلى "amp"، هو الوحدة الأساسية للتيار الكهربائي في النظام الدولي للوحدات (SI). سُمي على اسم أندريه ماري أمبير (1775-1836)، عالم الرياضيات والفيزياء الفرنسي، الذي يعتبر والد الديناميكا الكهربائية.
```
amphoterism
 
أمفوتيرزم
```

في الكيمياء، المركب الأمفوتيري هو جزيء أو أيون يمكنه التفاعل كحمض وكقاعدة. تشكل العديد من المعادن (مثل النحاس ، والزنك ، والقصدير ، والرصاص ، والألمنيوم ، والبيريليوم) أكاسيد أو هيدروكسيدات أمفوتيرية. تعتمد الأمفوتيرية على حالات أكسدة الأكسيد. يُعد أكسيد الألومنيوم Al2O3 مثالًا على أكسيد أمفوتيري.
```
amplifier
 
مكبر الصوت
```

جهاز إلكتروني يمكنه زيادة قوة الإشارة (جهد أو تيار متغير مع الزمن). وهي دائرة إلكترونية ذات منفذين تستخدم الطاقة الكهربائية من مصدر الطاقة لزيادة سعة الإشارة المطبقة على أطراف الدخل الخاصة بها، مما ينتج إشارة ذات سعة أكبر نسبيًا عند مخرجها. يُقاس كمية التضخيم التي يوفرها مكبر الصوت من خلال الكسب الكهربي : نسبة جهد الخرج أو التيار أو الطاقة إلى الدخل. المضخم هو دائرة ذات كسب طاقة أكبر من واحد.
```
amplitude
 
السعة
```

```
anaerobic digestion
 
الهضم اللاهوائي
```

```
angular acceleration
 
التسارع الزاوي
```

معدل تغير السرعة الزاوية. في وحدات النظام الدولي للوحدات، يُقاس بالراديان لكل ثانية مربعة (rad/s 2)، وعادةً ما يُشار إليه بالحرف اليوناني ألفا (α).
```
Anion
 
أنيون
```

هو أيون يحتوي على إلكترونات أكثر من البروتونات، مما يمنحه شحنة سالبة صافية (نظرًا لأن الإلكترونات سالبة الشحنة والبروتونات موجبة الشحنة).
```
annealing
 
التلدين
```

```
anode
 
الأنود
```

```
ANSI
 
أنسي
```

```
Archimedes' principle
 
مبدأ أرخميدس
```

ينص على أن قوة الطفو لأعلى التي تؤثر على جسم مغمور في سائل، سواء كان مغمورًا بالكامل أو جزئيًا، تساوي وزن السائل الذي يُزيحه الجسم وتعمل في الاتجاه لأعلى عند مركز كتلة السائل المُزاح. مبدأ أرخميدس هو قانون فيزيائي أساسي لميكانيكا الموائع. وقد صاغه أرخميدس.
```
architecture
 
بنيان
```

عملية ومنتج تخطيط وتصميم وإنشاء المباني أو أي هياكل أخرى. غالبًا ما يُنظر إلى الأعمال المعمارية، في الشكل المادي للمباني، على أنها رموز ثقافية وأعمال فنية. غالبًا ما نتعرف على الحضارات التاريخية من خلال إنجازاتها المعمارية الباقية.
```
architectural engineering
 
الهندسة المعمارية
```

تطبيق مبادئ الهندسة والتقنية في تصميم البناء والتشييد.
```
Arrhenius equation
 معادلة أرينيوس
```

```
atom
 
الذرة
```

```
austenitization
 
الأوستنيتية
```

```
automation
الأتمتة
```

التقنية التي يجري بها تنفيذ عملية أو إجراء مع الحد الأدنى من المساعدة البشرية. الأتمتة أو التحكم الآلي هو استخدام أنظمة تحكم مختلفة لتشغيل المعدات مثل الآلات والعمليات في المصانع والغلايات وأفران المعالجة الحرارية وتشغيل شبكات الهاتف والتوجيه واستقرار السفن والطائرات والتطبيقات والمركبات الأخرى مع الحد الأدنى من التدخل البشري أو تقليله.
```
automaton
 
آلي
```

أي آلة تعمل ذاتيًا، أو آلة أو آلية تحكم مصممة لاتباع تسلسل محدد مسبقًا من العمليات، أو الاستجابة لتعليمات محددة مسبقًا.
```
autonomous vehicl
 
مركبة ذاتية القيادة
```

## B
```
balance sheet
 
الميزانية العمومية
```

في المحاسبة المالية، هي ملخص الأرصدة المالية لفرد أو منظمة، سواء كانت ملكية فردية أو شراكة تجارية أو مؤسسة تجارية أو شركة خاصة محدودة أو منظمة أخرى مثل الحكومة أو منظمة غير ربحية. تُدرج الأصول والخصوم وحقوق الملكية اعتبارًا من تاريخ محدد، مثل نهاية السنة المالية. غالبًا ما تُوصف الميزانية العمومية بأنها "صورة سريعة للحالة المالية للشركة". من بين البيانات المالية الأساسية الأربعة، تُعد الميزانية العمومية هي البيان الوحيد الذي ينطبق على نقطة زمنية واحدة من السنة التقويمية للشركة.
```
barometer
 
البارومتر
```

جهاز علمي يستخدم لقياس ضغط الهواء.
```
battery
 
بطارية
```

جهاز يتكون من خلية أو أكثر من الخلايا الكهروكيميائية وله توصيلات خارجية لتزويد الأجهزة الكهربائية بالطاقة مثل المصابيح الكهربائية والهواتف المحمولة والسيارات الكهربائية. يُسمى طرفها الموجب كاثود cathode وطرفها السالب آنود anode. الطرف السالب هو مصدر الإلكترونات التي تتدفق عبر دائرة كهربائية خارجية إلى الطرف الموجب. عند توصيل البطارية بحِمل كهربائي خارجي، يقوم تفاعل الأكسدة والاختزال بتحويل المتفاعلات ذات الطاقة العالية إلى منتجات ذات طاقة أقل، وينتقل الفرق في الطاقة الحرة إلى الدائرة الخارجية على شكل طاقة كهربائية. تاريخيًا، كان مصطلح "البطارية" يشير على وجه التحديد إلى جهاز مكون من خلايا متعددة، إلا أن الاستخدام تطور ليشمل الأجهزة المكونة من خلية واحدة.
```
base
 
قاعدة
```

```
beam
 
شعاع أو عارضة
```

عنصر من عناصر الإنشاء structural element يقاوم في المقام الأول الأحمال الإنشائية المطبقة جانبياً على محوره. وقد ينحرف بسبب الإحمال فيحدث له انحناء. الأحمال المطبقة على العارضة تؤدي إلى قوى رد فعل عند نقاط دعم العارضة. التأثير الإجمالي لجميع القوى المؤثرة على العارضة يُنتج قوى قص ولحظات انحناء bending moments داخل العارضة، والتي بدورها تسبب إجهادات داخلية وتوترات وانحرافات للعارضة. تختلف العوارض حسب طريقة دعمها، وشكلها (شكل المقطع العرضي)، وطولها، والمادة المستخدمة في صناعتها.
```
Beer–Lambert law
 
قانون بير-لامبرت
```

```
belt
 
حزام
```

```
belt friction
 
احتكاك الحزام
```

```
bending
 
انحناء
```

```
benefit–cost analysis
 
تحليل التكلفة والفائدة
```

```
bending moment
 
عزم الانحناء
```

هو التفاعل الذي يحدث في عنصر هيكلي عند تطبيق قوة خارجية أو عزم على العنصر مما يتسبب في انحناء العنصر.
```
Bernoulli differential equation
 
معادلة برنولي التفاضلية
```

```
Bernoulli's equation
 
معادلة برنولي
```

```
Bernoulli's principle
 
مبدأ برنولي
```

في ديناميكا الموائع، تنص قاعدة برنولي على أن زيادة سرعة المائع تحدث في نفس الوقت مع انخفاض الضغط أو انخفاض الطاقة الكامنة للمائع.  لا ينطبق المبدأ إلا على التدفقات الأيزنتروبيه (متساوية الاعتلاج): عندما تكون تأثيرات العمليات غير القابلة للعكس (مثل الاضطراب) والعمليات غير الأديباتية (مثل الإشعاع الحراري) صغيرة ويمكن إهمالها.
```
beta particle
 
جسيم بيتا
```

```
block and tackle
 
كتلة ومعالجة
؟؟
```

```
boiling point
 
نقطة الغليان
```

```
boiling-point elevation
 
ارتفاع نقطة الغليان
```

```
Boltzmann constant
 
ثابت بولتزمان
```

```
boson
 
بوزون
```

```
Boyle's law
 
قانون بويل
```

```
Bravais lattice
 
شبكة برافيه
```

```
Brayton cycle
 
دورة برايتون
```

```
break-even analysis
 
تحليل التعادل
```

```
Brewster's angle
 
زاوية بروستر
 (زاوية الاستقطاب)
```

```
brittleness
 
هشاشة
 (تقصف)
```

خاصية فيزيائية للمادة بحيث عندما تتعرض للضغط فإنها تنكسر دون تشوه لدن كبير. تمتص المواد الهشة قدرًا ضئيلًا نسبيًا من الطاقة قبل الكسر، حتى تلك المواد ذات القوة العالية.
```
Brownian motion
 
الحركة البراونية
```

```
bulk modulus
 
معامل الحجم
```

مقياس لمدى مقاومة مادة ما للانضغاط compression، ويُعرَّف على أنه نسبة الزيادة الضئيلة في الضغط إلى الانخفاض النسبي الناتج في الحجم. وهو واحد من ثلاث وحدات قياس قياسية تستخدم لوصف استجابة المادة للضغط stress، إلى جانب كلا من shear modulus وYoung's modulus.
```
buoyancy
 
الطفو
```

## C
```
calculus
 
حساب التفاضل والتكامل
```

الدراسة الرياضية للتغير المستمر.
```
capacitance
 
السعة الكهربية
```

نسبة التغير في الشحنة الكهربائية في نظام ما إلى التغير المقابل في الجهد الكهربائي.
```
capillary action
 
الخاصية الشعرية
```

قدرة السائل على التدفق في المساحات الضيقة دون مساعدة أو حتى معارضة قوى خارجية مثل الجاذبية.
```
casting
 
الصب
```

```
center of gravity
 
مركز الثقل
```

```
center of mass
 
مركز الكتلة
```

```
center of pressure
 
مركز الضغط
```

```
central force motion
 حركة القوة المركزية
```

```
centripetal force
 
القوة المركزية
 (جذب أو طرد مركزي)
```

```
chain reaction
 
التفاعل التسلسلي
```

```
Charles's law
 
قانون شارل
```

```
circular motion
 
الحركة الدائرية
```

```
civil engineering
 
الهندسة المدنية
```

التخصص الهندسي المهني الذي يتعامل مع تصميم وبناء وصيانة البيئة المادية والطبيعية، بما في ذلك الأعمال العامة public works مثل الطرق والجسور والسكك الحديدية والقنوات والسدود والمطارات وأنظمة الصرف الصحي وخطوط الأنابيب والمكونات الهيكلية للمباني والبنية التحتية للمرافق المدنية.
```
Clausius–Clapeyron relation
 
علاقة كلاوزيوس وكلابيرون
```

```
Clausius inequality
 
متباينة كلاوزيوس
```

```
Clausius theorem
 
نظرية كلاوزيوس
```

```
coastal engineering
 
هندسة الشواطئ
```

```
coefficient of performance
 
معامل الأداء
```

```
coefficient of variation
 
معامل التباين
```

```
coherence
 
التماسك
 (الاتساق)
```

```
cohesion
 
التماسك
```

```
compensation تعويض
```

```
compressive strength
 
مقاومة الانضغاط
```

```
computational fluid dynamics
 
ديناميكا الموائع الحسابية
```

```
computer-aided design
 
التصميم بمساعدة الحاسوب
 (CAD)
```

```
computer-aided engineering
 
الهندسة بمساعدة الحاسوب
```

```
computer-aided manufacturing
 
التصنيع بمساعدة الحاسوب
```

```
construction engineering
 
هندسة البناء
```

```
construction surveying
 
مسح تشييدي
```

```
control engineering
 
هندسة التحكم
```

```
control systems engineering
 
هندسة أنظمة التحكم
```

```
corrosion
 
التآكل
```

```
crystallization
 
التبلور
```

```
crystallography
 
علم البلورات
```

```
curvilinear motion
 الحركة المنحنية
```

## D
```
Dalton's law
 
قانون دالتون
```

في الكيمياء والفيزياء، قانون قانون دالتون ينص على أنه في خليط من الغازات غير المتفاعلة، فإن الضغط الكلي المطبق يساوي مجموع الضغوط الجزئية للغازات الفردية. لاحظ هذا القانون التجريبي لأول مرة جون دالتون في عام 1801م ونشره في عام 1802م، وهو وثيق الصلة بقوانين الغازات المثالية.
```
damped vibration
 
اهتزاز مخفف
```

```
Darcy–Weisbach equation
 معادلة دارسي-فايسباخ
```

```
DC motor
 
محرك التيار المستمر
```

```
decibel
 
ديسيبل
```

```
definite integral
 
تكامل محدد
```

```
deflection
 
انحراف
```

```
deformation (engineering)
 
التشوه (الهندسة)
```

```
deformation (mechanics)
 
التشوه (ميكانيكا)
```

```
degrees of freedom
 
درجات الحرية
```

```
delta robot
 روبوت دلتا
```

```
delta-wye transformer
 
محول دلتا واي
 (أو مثلثي-نجمي)
```

```
density
 
كثافة
```

```
derivative
 
المشتقة
```

```
design engineer
 
مهندس تصميم
```

مهندس تركز مهنته على عملية التصميم الهندسي engineering design process في أي من التخصصات الهندسية المختلفة، على سبيل المثال الهندسة المدنية civil engineering. يميل مهندسو التصميم إلى العمل على المنتجات والأنظمة التي تنطوي على التكيف واستخدام التقنيات العلمية والرياضية المعقدة من أجل تطوير حلول للمجتمع.
```
differential pulley
 
بكرة تفاضلية
```

```
dispersion
 
التشتت
```

```
displacement (fluid)
 الإزاحة (السائل)
```

```
displacement (vector)
 
الإزاحة (متجه)
```

```
Doppler effect
 
تأثير دوبلر
```

```
drag
 
مقاومة مائع
```

```
ductility
 
مطيلية (لدونة)
```

```
dynamics
 
ديناميكيات
```

```
dyne
 
داين
```

## E
earthquake engineering 

elastic modulus 

elasticity (physics) 

electric charge 

electric circuit 

electric current 

electric displacement field 

electric generator 

electric field 

electric field gradient 

electric motor 

electric potential 

electrical potential energy 

electric power 

electrical and electronics engineering 

electrical conductor 

electrical insulator 

electrical network 

electrical resistance 

electrodynamics 

electromagnet 

electromagnetic field 

electromechanics 

electronegativity 

electronics 

endothermic 

engine 

engineering 

engineering economic 

engineering ethics 

environmental engineering 

engineering physics 

estimator 

Euler–Bernoulli beam theory 

exothermic 

## F
falling bodies 

farad 

faraday 

Faraday constant 

Fermat's principle 

finite element method 

fission 

fluid 

fluid mechanics 

fluid physics 

fluid statics 

flywheel 
 (عجلة دوارة)

Focus (optics) 

foot-pound 

fracture toughness 

free fall 

frequency modulation 

freezing point 

friction 

Function (mathematics) 

fundamental frequency 

fundamental interaction 

fundamental theorem of calculus 

Nuclear fusion 

## G
galvanic cell 

gas 

Geiger counter 

general relativity 

geometric mean 

geophysics 

geotechnical engineering 

gluon 

Graham's law of diffusion 

gravitation 

gravitational constant 

gravitational energy 

gravitational potential 

gravity 

ground state 

## H
half-life 

Haptic technology 

hardness 

harmonic mean 

heat 

heat transfer 

height above ground level 

Helmholtz free energy 

Henderson–Hasselbalch equation 

Henry's law 

Hertz 

Hoist (device) 

horsepower 

housewrap 

Huygens–Fresnel principle 

hydraulic engineering 

hydraulics 

## I
ice point 

ideal gas 

ideal gas constant 

ideal gas law 

inclinometer 

indefinite integral 

inertia 

infrasound 

integral 

integral transform 

International System of Units 

interval estimation 

ion 

ionic bond 

ionization 

impedance 

inclined plane 

industrial engineering 

inorganic chemistry 

invert level 

isotope 

## J
joule 

## K
Kalman filter 

kelvin 

kinematics 

Kirchhoff's circuit laws 

Kirchhoff's equations 

## L
laminar flow 

Laplace transform 

LC circuit 

lever 

L'Hôpital's rule 

linear actuator 

linear elasticity 

## M
Mach number 

machine 

machine element 

Maclaurin series 

magnetic field 

magnetism 

manufacturing engineering 

mass balance 

mass density 

mass moment of inertia 

material properties 

materials science 

mathematical optimization

mathematical physics 

Matrix (mathematics) 

Maxwell's equations 

measures of central tendency 

mechanical advantage 

mechanical engineering 

mechanical filter 

mechanical wave 

mechanics 

Mechanism (engineering) 

metal alloy 

mid-range 

midhinge 

mining engineering 

Miller indices 

mobile robot 

modulus of elasticity 

Molding (process) 

molecular physics 

moment of inertia 

multibody system 

multidisciplinary design optimization 

## N
nanoengineering 

nanotechnology 

Navier–Stokes equations 

Newtonian fluid 

Nth root 

nuclear engineering 

nuclear power 

## O
obvert 

ohm 

Ohm's law 

optics 

## P
parallel circuit 

parity (mathematics) 

parity (physics) 

paraffin 

Pascal's Law 

pendulum 

petroleum engineering 

pH 

phase (matter) 

phase (waves) 

phase equilibrium 

physical chemistry 

physical quantity 

physics 

plasma physics 

Plasticity (physics) 

pneumatics 

point estimation 

polyphase system 

power (electric) 

power (physics) 

power factor 

pressure 

probability 

probability distribution 

probability theory 

pulley 

## R
raised floor 

regelation 

relative density 

relative velocity 

reliability engineering 

Reynolds number 

rheology 

rigid body 

robotics 

Root mean square 

root-mean-square speed 

rotational energy 

rotational speed 

## S
sanitary engineering 

saturated compound 

scalar (mathematics) 

scalar (physics) 

scalar multiplication 

Screw (simple machine) 

series circuit 

Servo motor 

servomechanism 

shadow matter 

shear strength 

shear stress 

shortwave radiation 

SI units 

signal processing 

simple machine 

siphon 

solid mechanics 

solid-state physics 

solid solution strengthening 

solubility 

sound 

special relativity 

specific heat 

specific gravity 

specific volume 

specific weigh 

spontaneous combustion 

state of matter 

statics 

statistics 

Stefan–Boltzmann law 

Stewart platform 

stiffness 

stoichiometry 

strain 

strain hardening 

strength of materials 

stress 

stress–strain analysis 

stress–strain curve 

structural analysis 

structural engineering 

structural load 

Sublimation (phase transition) 

subsumption architecture 

surface tension 

superconductor 

superhard material 

surveying 

## T
technical standard 

temperature 

tensile force 

tensile modulus 

tensile strength 

tensile testing 

tension member 

thermal conduction 

thermal equilibrium 

thermal radiation 

thermodynamics 

Thévenin's theorem 

three-phase 

torque 

torsional vibration 

toughness 

trajectory 

transducer 

transportation engineering 

trimean 

triple point 

Trouton's rule 

truncated mean 

truss 

turbine 

turbomachinery 

turbulence 

## U
ultimate tensile strength (UTS) 
{{Defn|أقصى إجهاد stress يمكن أن تتحمله مادة تحت تأثير شد tension أثناء شدها أو سحبها قبل أن تنكسر. عادة ما تُحدد قوة الشد القصوى من خلال إجراء اختبار شد tensile test وتسجيل الإجهاد مقابل الانفعال strain؛ أعلى نقطة في منحنى الإجهاد والانفعال stress–strain curve هي قوة الشد القصوى. غالبًا ما تكون قوى الشد مهمة في تصميم الأعضاء الهشة brittle. المقابل لها قوة الضغط compressive strength.
uncertainty principle 

Unicode 

unit vector 

unsaturated compound 

urban engineering 

utility frequency 

## V
vacuum 

valve 

van der Waals equation 

van der Waals force 

van 't Hoff equation 

van 't Hoff factor 

vibration 

viscoelasticity 

viscosity 

volt-ampere 

volt-ampere reactive 

Volta potential <dt class="glossary " id="جهد فولتا ‏" style="margin-top: 0.4em;">جهد فولتا ‏

voltage 

volumetric flow rate 

von Mises yield criterion 

## W
wastewater engineering 

watt (W) 

wave 

wavelength 

Wedge (mechanical device) 

weighted mean 

wet-bulb temperature 

wheel and axle 

winsorized mean 

## X
X-coordinate 

## Y
Y-coordinate 

yield 

Young's modulus 

## Z
Zero Defects (ZD) 

zeroth law of thermodynamics 